# Osservatorio di Monte Wilson
L'osservatorio di Monte Wilson (MWO) è un osservatorio astronomico nella contea di Los Angeles, in California. Si trova sul Monte Wilson, vicino a Pasadena, a 1742 metri di quota.
Sul monte Wilson l'aria è particolarmente secca, inoltre lo strato di inversione termica che intrappola lo smog sopra Los Angeles stabilizza la temperatura e la densità dell'aria rendendolo un luogo ideale per l'astronomia, in particolare per l'interferometria. La crescita della città di Los Angeles, tuttavia, ha limitato le possibilità di osservazione del telescopio, sebbene esso resti ancora un centro di notevole importanza.
Il primo direttore fu George Ellery Hale, che costruì un telescopio da 1 metro all'osservatorio di Yerkes. L'osservatorio solare di Monte Wilson fu finanziato dalla Carnegie Foundation nel 1904, sulle terre di proprietà del Mount Wilson Hotel, a condizione che esso restasse aperto al pubblico.

## Principali strumenti

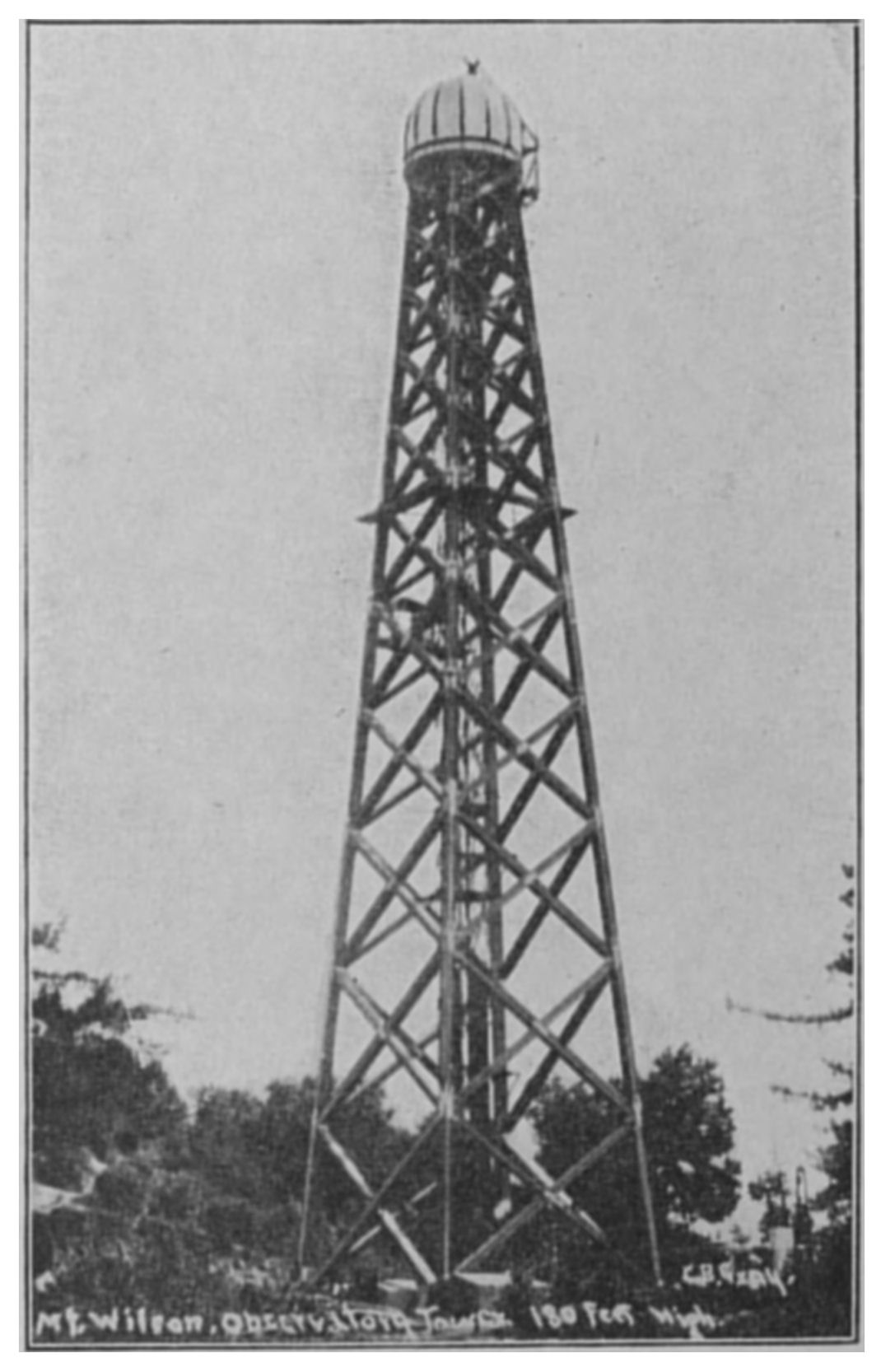
Torre di 46 metri in una foto d'epoca

### Telescopio Hale
È un telescopio riflettore di 60" di diametro (1,5 metri). Lo specchio principale, pesante 860 kg, fu costruito in Francia da Saint-Gobain, che impiegò due anni (dal 1905 al 1907) per la lavorazione. Divenne operativo nel dicembre 1908, ed era all'epoca il telescopio più grande del mondo.
Nel 1992 fu dotato di ottiche adattive che, oltre a diminuire l'effetto della luce proveniente da Los Angeles, aumentarono il potere risolutivo da 0,5 - 1 arc sec a 0,07 arc sec.

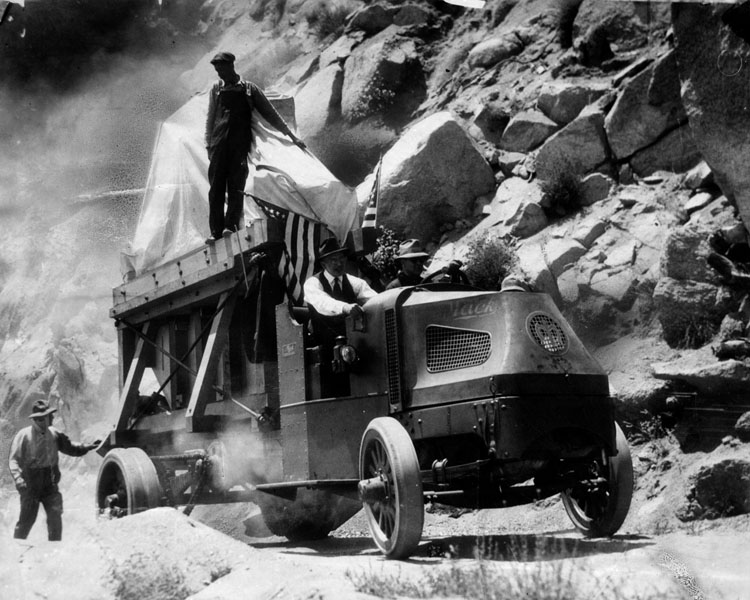
Lo specchio del telescopio Hooker trasportato sulla Mount Wilson Toll Road su un Mack Trucks nel 1917

### Telescopio Hooker
È un telescopio riflettore di 100" di diametro (2,5 metri), operativo dal novembre 1917. Rimase il più grande del mondo fino alla costruzione nel 1948 di un telescopio da 200" (5 metri) all'Osservatorio di Monte Palomar.
Edwin Hubble usò questo strumento per scoprire che le nebulose erano in realtà altre galassie esterne alla nostra. Scoprì con esso anche lo spostamento verso il rosso, indicante l'espansione dell'universo: legge di Hubble.
Nel 1986 il telescopio fu deattivato a causa della eccessiva quantità di luce proveniente da Los Angeles, ma nel 1992 fu riattivato, dopo averlo dotato di schermi della luce ed ottiche adattive.

#### Storia del telescopio Hooker

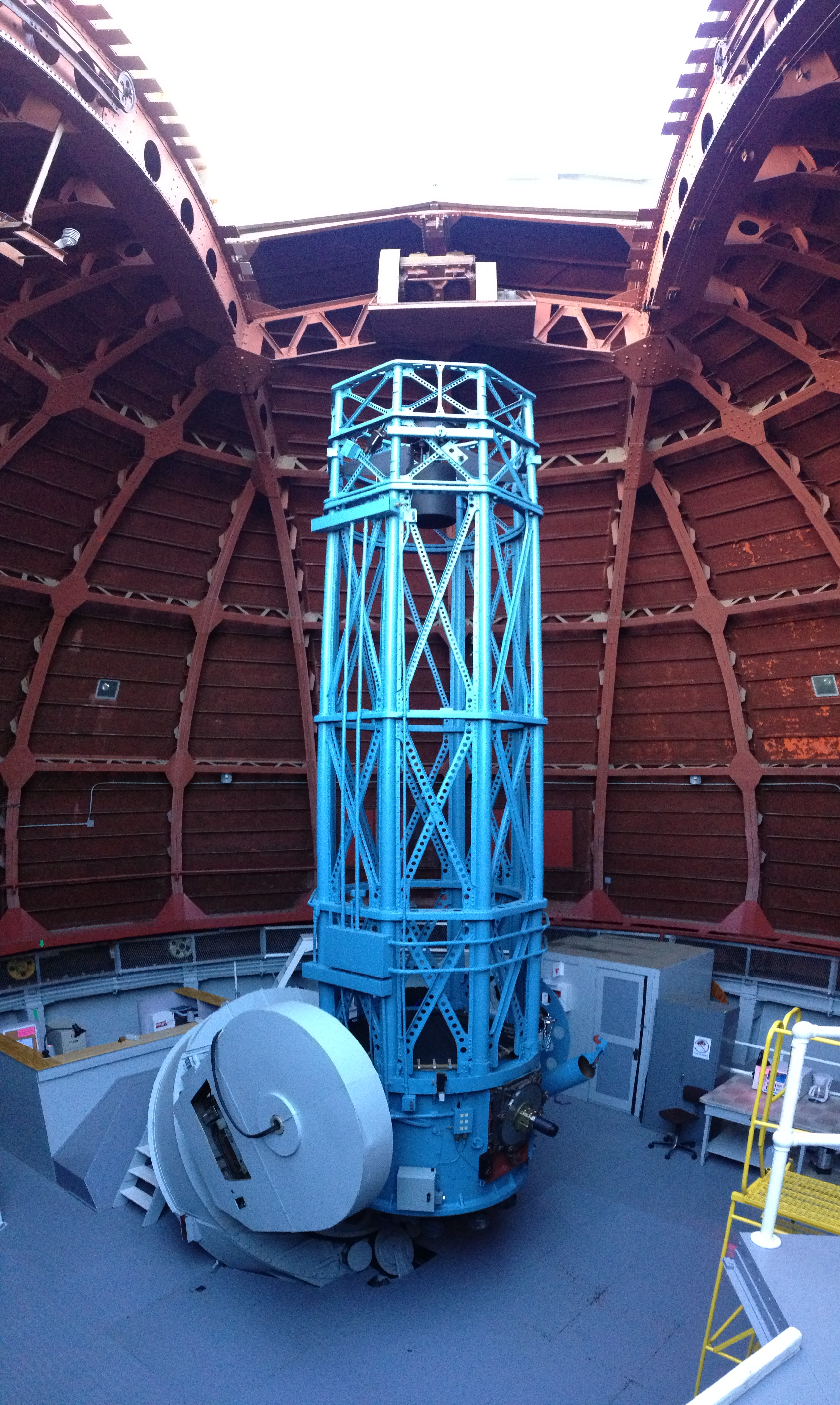
Telescopio Hale

Con il progetto del telescopio da sessanta pollici già in corso d'opera, Hale procedette contemporaneamente a creare un telescopio più grande. John D. Hooker devolse la somma di 45000 $  per l'acquisto e la rettifica dello specchio, mentre Andrew Carnegie fornì i fondi per completare il telescopio e la cupola. il telescopio Hooker fu completato e vide "la prima luce" il 2 novembre 1917.
Nel 1919 il telescopio Hooker fu dotato di un interferometro astronomico ottico di 6 metri sviluppato da Albert Abraham Michelson, molto più grande di quello che egli aveva usato per misurare i satelliti di Giove. Con tale strumentazione Michelson fu in grado di misurare con precisione il diametro di molte stelle, cosa sino ad allora non possibile. Henry Norris Russell sviluppò il suo sistema di classificazione stellare basandosi su osservazioni effettuate col telescopio Hooker.
Nel 1935 il rivestimento argentato usato dal 1917 sullo specchio Hooker fu sostituito con un rivestimento in alluminio più moderno e duraturo che rifletteva il 50% in più di luce rispetto al vecchio metodo di rivestimento in argento. Il nuovo metodo di rivestimento per gli specchi del telescopio è stato testato per la prima volta sul vecchio specchio da 1,5 metri.

### Interferometro spaziale a infrarossi
L'Infrared Spatial Interferometer (ISI) è un complesso di tre radiotelescopi interferometrici da 1,65 metri, operanti nel medio-infrarosso. Sono movimentabili fino ad una distanza di 70 metri uno dall'altro, realizzando in tal modo un'altissima risoluzione.

### interferometro stellare Mark III
L'interferometro stellare Mark III è stato un interferometro ottico astronomico a lunga base, progettato per effettuare osservazioni astronomiche regolari e come banco di prova per lo sviluppo tecnologico di strumenti per l'imaging interferometrico a coerenza di fase e per l'astrometria. Attivo dal 1986 al 1992, aveva una base massima di 32 metri e operava a lunghezze d'onda comprese tra 450 e 800 nm sino a una magnitudine 7. L'interferometro Mark III è stato utilizzato per risolvere diversi sistemi binari spettroscopici tra cui Alpha Andromedae e Phi Cygni .

### Torri solari
L'osservatorio ospita anche due torri solari per lo studio del Sole: una alta 18 metri, operativa dal 1908, e una alta 46 metri, operativa dal 1912.